# Wálter Quesada
Wálter Quesada (1970. május 9. –) Costa Rica-i nemzetközi labdarúgó-játékvezető.

## Pályafutása

### Nemzeti játékvezetés
1998-ban lett az I. Liga hivatásos játékvezetője.

### Nemzetközi játékvezetés
A Costa Rica-i labdarúgó-szövetség Játékvezető Bizottsága (JB) terjesztette fel nemzetközi játékvezetőnek, a Nemzetközi Labdarúgó-szövetség (FIFA) 2001-től tartotta nyilván bírói keretében. Több nemzetek közötti válogatott és klubmérkőzést vezetett, vagy működő társának 4. bíróként segített. Az amerikai „Super Liga” egyik játékvezetője.

#### Világbajnokság
A világbajnoki döntőhöz vezető úton Németországba a XVIII., a 2006-os labdarúgó-világbajnokságra, Dél-Afrikába a XIX., a 2010-es labdarúgó-világbajnokságra, valamint Brazíliába a XX., a 2014-es labdarúgó-világbajnokságra a FIFA JB bíróként alkalmazta. 2006-os volt az első világtorna, amikor a meghívott játékvezetőhöz (nemzeti vagy nemzetközi) szorosan kapcsolódtak asszisztensei. Előselejtezőket a CONCACAF zónában vezetett.

##### 2006-os labdarúgó-világbajnokság

###### Selejtező mérkőzés
| Időpont           | Helyszín                            | Mérkőzés típusa                         | Mérkőzés         | Eredmény | Nézők száma |
| ----------------- | ----------------------------------- | --------------------------------------- | ---------------- | -------- | ----------- |
| 2004. március 14. | Community Centre Stadion, Blairmont | előselejtező (1. forduló-, 2. mérkőzés) | Guyana–Grenada   | 1 – 3    | 1200        |
| 2004. október 13. | Independence ParkStadion, Kingston  | előselejtező (3. kör-, 1. csoport)      | Jamaica–Salvador | 0 – 0    | 12 000      |

##### 2010-es labdarúgó-világbajnokság

###### Selejtező mérkőzés
| Időpont             | Helyszín                               | Mérkőzés típusa                                  | Mérkőzés                                     | Eredmény | Nézők száma |
| ------------------- | -------------------------------------- | ------------------------------------------------ | -------------------------------------------- | -------- | ----------- |
| 2008. február 6.    | Windsor Park Stadion, Roseau           | előselejtező (1. kör-, 1. mérkőzés)              | Dominika–Barbados                            | 1 – 1    | 4200        |
| 2008. június 15.    | Marvin Lee Stadion, Macoya             | előselejtező (2. kör-, C. csoport-, 1. mérkőzés) | Trinidad és Tobago–Bermuda                   | 1 – 2    | 4585        |
| 2008. június 22.    | Pedro Marrero, Havana Stadion, Havanna | előselejtező (2. kör-, D. Csoport-, 2. mérkőzés) | Kuba–Antigua és Barbuda                      | 4 – 0    | 2000        |
| 2009. szeptember 6. | Saputo Stadion, Montréal               | előselejtező (3. kör-, 2. csoport-, 1. mérkőzés) | Kanada–Honduras                              | 1 – 2    | 13 032      |
| 2008. október 11.   | Independence Park Stadion, Kingston    | előselejtező (3. kör-, 2. csoport-, 1. mérkőzés) | Jamaica–Mexikó                               | 1 – 0    | 27 000      |
| 2008. október 15.   | Hasely Crawford Stadion, Port of Spain | előselejtező (3. kör-, 1. csoport-, 2. mérkőzés) | Trinidad és Tobago–Amerikai Egyesült Államok | 2 – 1    | 19 000      |
| 2009. március 28.   | Hasely Crawford Stadion, Port of Spain | előselejtező (döntő csoport-, 1. mérkőzés)       | Trinidad és Tobago–Honduras                  | 1 – 1    | 23 500      |
| 2009. június 6.     | Cuscatlán Stadion, San Salvador        | előselejtező (döntő csoport-, 1. mérkőzés)       | Salvador–Mexikó                              | 2 – 1    | 33 000      |
| 2009. október 14.   | Hasely Crawford Stadion, Port of Spain | előselejtező (döntő csoport-, 2. mérkőzés)       | Trinidad és Tobago–Mexikó                    | 2 – 2    | 2000        |

##### 2014-es labdarúgó-világbajnokság

###### Selejtező mérkőzés
| Időpont             | Helyszín                              | Mérkőzés típusa                                  | Mérkőzés                           | Eredmény | Nézők száma |
| ------------------- | ------------------------------------- | ------------------------------------------------ | ---------------------------------- | -------- | ----------- |
| 2012. szeptember 7. | Pedro Marrero Stadion, Havana         | előselejtező (3. kör-, C. csoport-, 1. mérkőzés) | Kuba–Honduras                      | 0 – 3    | 8000        |
| 2012. október 16.   | Independence Park, Kingston           | előselejtező (3. kör-, A. csoport-, 1. mérkőzés) | Jamaica–Antigua és Barbuda         | 4 – 1    | 8000        |
| 2013. február 6.    | Olimpiai Stadion, San Pedro Sula      | előselejtező (döntő csoport-, 1. mérkőzés)       | Honduras–Amerikai Egyesült Államok | 2 – 1    | 32 000      |
| 2013. június 7.     | Rommel Fernández Stadion, Panamaváros | előselejtező (döntő csoport-, 1. mérkőzés)       | Panama–Mexikó                      | 0 – 0    | 27 100      |

#### Arany-kupa
Amerikai Egyesült Államok a 8., a 2005-ös CONCACAF-aranykupát, a 9., a 2007-es CONCACAF-aranykupát, a 10., a 2009-es CONCACAF-aranykupát, a 11., a 2011-es CONCACAF-aranykupát, valamint a 13., a 2013-as CONCACAF-aranykupát rendezte, ahol a CONCACAF JB bíróként alkalmazta.

##### 2005-ös CONCACAF-aranykupa

###### Selejtező mérkőzés
| Időpont           | Helyszín                         | Mérkőzés típusa                    | Mérkőzés         | Eredmény | Nézők száma |
| ----------------- | -------------------------------- | ---------------------------------- | ---------------- | -------- | ----------- |
| 2005. február 19. | Központi Stadion, Guatemalaváros | előselejtező (1. kör-, A. csoport) | Guatemala–Belize | 2 – 0    |             |
| 2005. február 23. | Központi Stadion, Guatemalaváros | előselejtező (1. kör-, A. csoport) | Nicaragua–Belize | 1 – 0    |             |
| 2005. február 27. | Központi Stadion, Guatemalaváros | előselejtező (döntők)              | Guatemala–Panama | 3 – 0    | 1491        |

###### CONCACAF-aranykupa mérkőzés
| Időpont          | Helyszín                 | Mérkőzés típusa              | Mérkőzés       | Eredmény | Nézők száma |
| ---------------- | ------------------------ | ---------------------------- | -------------- | -------- | ----------- |
| 2005. július 13. | Reliant Stadion, Houston | csoportmérkőzés (C. csoport) | Mexikó–Jamaica | 1 – 0    | 45 311      |

##### 2007-es CONCACAF-aranykupa

###### Selejtező mérkőzés
| Időpont           | Helyszín                        | Mérkőzés típusa                    | Mérkőzés           | Eredmény | Nézők száma |
| ----------------- | ------------------------------- | ---------------------------------- | ------------------ | -------- | ----------- |
| 2007. február 8.  | Cuscatlán Stadion, San Salvador | előselejtező (1. kör-, 1. csoport) | Salvador–Belize    | 2 – 1    |             |
| 2007. február 12. | Cuscatlán Stadion, San Salvador | előselejtező (1. kör-, 1. csoport) | Nicaragua–Belize   | 4 – 2    |             |
| 2007. február 18. | Cuscatlán Stadion, San Salvador | döntők                             | Guatemala–Salvador | 1 – 0    |             |

###### CONCACAF-aranykupa mérkőzés
| Időpont          | Helyszín                        | Mérkőzés típusa              | Mérkőzés        | Eredmény | Nézők száma |
| ---------------- | ------------------------------- | ---------------------------- | --------------- | -------- | ----------- |
| 2007. június 10. | Giants Stadion, East Rutherford | csoportmérkőzés (C. csoport) | Honduras–Mexikó | 2 – 1    | 68 123      |

##### 2009-es CONCACAF-aranykupa

###### Selejtező mérkőzés
| Időpont          | Helyszín                        | Mérkőzés típusa                    | Mérkőzés          | Eredmény | Nézők száma |
| ---------------- | ------------------------------- | ---------------------------------- | ----------------- | -------- | ----------- |
| 2009. január 24. | Tiburcio Carías Stadion, Andino | előselejtező (1. kör-, A. csoport) | Belize–Salvador   | 1 – 4    | 900         |
| 2009. február 1. | Tiburcio Carías Stadion, Andino | előselejtező (3. kör-, döntők)     | Honduras–Salvador | 1 – 0    | 900         |

###### CONCACAF-aranykupa mérkőzés
| Időpont          | Helyszín                     | Mérkőzés típusa              | Mérkőzés                        | Eredmény | Nézők száma |
| ---------------- | ---------------------------- | ---------------------------- | ------------------------------- | -------- | ----------- |
| 2009. július 11. | Gillette Stadion, Foxborough | csoportmérkőzés (B. csoport) | Amerikai Egyesült Államok–Haiti | 2 – 2    | 24 137      |

##### 2011-es CONCACAF-aranykupa

###### Selejtező mérkőzés
| Időpont          | Helyszín                              | Mérkőzés típusa                    | Mérkőzés           | Eredmény | Nézők száma |
| ---------------- | ------------------------------------- | ---------------------------------- | ------------------ | -------- | ----------- |
| 2011. január 14. | Rommel Fernández Stadion, Panamaváros | előselejtező (1. kör-, A. csoport) | Salvador–Nicaragua | 2 – 0    | 2000        |
| 2011. január 21. | Rommel Fernández Stadion, Panamaváros | előselejtező, egyik elődöntő       | Honduras–Salvador  | 2 – 0    | 5000        |

###### CONCACAF-aranykupa mérkőzés
| Időpont          | Helyszín                | Mérkőzés típusa              | Mérkőzés          | Eredmény | Nézők száma |
| ---------------- | ----------------------- | ---------------------------- | ----------------- | -------- | ----------- |
| 2011. június 10. | FIU Stadion, Miami      | csoportmérkőzés (B. csoport) | Jamaica–Guatemala | 2 – 0    | 18 057      |
| 2011. június 19. | RFK Stadion, Washington | egyik negyeddöntő            | Panama–Salvador   | 1 – 1    | 45 424      |

##### 2013-as CONCACAF-aranykupa

###### Selejtező mérkőzés
| Időpont          | Helyszín                  | Mérkőzés típusa                    | Mérkőzés         | Eredmény | Nézők száma |
| ---------------- | ------------------------- | ---------------------------------- | ---------------- | -------- | ----------- |
| 2013. január 20. | Nemzeti Stadion, San José | előselejtező (1. kör-, B. csoport) | Salvador–Panama  | 0 – 0    | 250         |
| 2013. január 25. | Nemzeti Stadion, San José | előselejtező, döntők               | Guatemala–Panama | 1 – 3    | 279         |

###### CONCACAF-aranykupa mérkőzés
| Időpont          | Helyszín                                     | Mérkőzés típusa              | Mérkőzés                           | Eredmény | Nézők száma |
| ---------------- | -------------------------------------------- | ---------------------------- | ---------------------------------- | -------- | ----------- |
| 2013. július 7.  | Rose Bowl Stadion, Pasadena                  | csoportmérkőzés (A. csoport) | Mexikó–Panama                      | 1 – 2    |             |
| 2013. július 14. | Authority Field at Mile High Stadion, Denver | csoportmérkőzés (A. csoport) | Panama–Kanada                      | 0 – 0    | 30 000      |
| 2013. július 24. | Cowboys Stadium, Arlington                   | egyik elődöntő               | Amerikai Egyesült Államok–Honduras | 3 – 1    | 81 410      |

#### Amerikai-kupa
Argentína rendezte a 43., a 2011-es Copa América labdarúgó tornát, ahol a Dél-amerikai Labdarúgó-szövetség (CONMEBOL) JB bíróként foglalkoztatta.

##### Copa América mérkőzés
| Időpont         | Helyszín                                | Mérkőzés típusa              | Mérkőzés          | Eredmény |
| --------------- | --------------------------------------- | ---------------------------- | ----------------- | -------- |
| 2011. július 9. | Padre Ernesto Martearena Stadion, Salta | csoportmérkőzés (B. csoport) | Venezuela–Ecuador | 1 – 0    |